# OHRRPGCE
OHRRPGCE ist eine freie Spiel-Engine zum Erstellen von klassischen 2D-Computer-Rollenspielen, die seit 1996 weiterentwickelt wird. Zweck dieses Programms ist es, eigene Computerspiele so einfach wie möglich und ohne Programmierkenntnisse erstellen zu können.

## Name und Geschichte
Die komplizierte Abkürzung steht im englischen für Official Hamster Republic Role Playing Game Construction Engine (Offizielles Rollenspielerstellungssprogramm der Hamsterrepublik). Der Programmautor, James Paige, hat sich damit über den Trend zum Wörterabkürzen lustig machen wollen. Ein Hamster namens Bob ist seit der ersten Veröffentlichung des OHRRPGCE im Jahr 1997 das offizielle Maskottchen.
Ursprünglich in QuickBASIC für MS-DOS geschrieben, verteilte sich die Engine über das frühe Internet speziell im amerikanischen Raum, der bis heute die Gemeinschaft anteilsmäßig dominiert. Zunächst war die Verbreitung der Vollversion begrenzt, sodass fähige Spieleautoren in einer limitierten Demoversion ihr Können zeigen mussten und dann Zugang zu der richtigen Version bekamen. So sollte die Spielequalität hochgehalten werden, jedoch wurde das Modell bald durch Kopien im Internet umgangen.
2005 entschlossen sich die Autoren, den alten QuickBASIC-Quellcode unter der GPL freizugeben. Schnell fanden sich Entwickler zusammen, die eine Portierung nach FreeBASIC unternahmen und damit das OHRRPGCE auf neueren Betriebssystemen lauffähig hielten. Seitdem wuchs das Programm in seinen Möglichkeiten, ohne sich im Kern drastisch von der Ursprungsversion zu unterscheiden. So wurde ab 2017 beispielsweise die Steuerung der Spiele mit der Maus ermöglicht. 2019 wurde die Unterstützung für Windows 95 wieder aufgenommen, da sich die Hardwareanforderungen der Engine nur minimal seit ihrer Anfangszeit erhöht haben.

## Merkmale
Wichtigste Idee des OHRRPGCE war, die Entwicklung von Rollenspielen so einfach wie möglich zu gestalten. Diesem Zweck dient der Editor Custom.exe, in dem alles für ein Rollenspiel Nötige bearbeitet werden kann, wie Grafiken, Angriffe, Gegner, Kämpfe, Items und Dialoge. Es muss keine Programmiersprache beherrscht werden, jedoch können mit den hauseigenen HamsterSpeak-Skripten komplexere Spielabschnitte gestaltet werden.
Ausprobiert werden die erstellten Spiele mit dem zweiten Teil des OHRRPGCE, Game.exe. Grafisch bleibt das OHRRPGCE auf dem Stand der frühen neunziger Jahre, sodass jede Figur nur aus 16 Farben aus einer Palette von maximal 256 Farben bestehen kann. Bis 2013 war die Standard-Auflösung bei 320×200, die ursprüngliche des in der DOS-Engine verwendeten Grafikbibliothek Mode X. Mittlerweile ist dies wie auch die ursprüngliche 20×20-Pixel-Feldergröße pro Fläche anpassbar.

Von den weiteren Möglichkeiten her, wie zum Beispiel dem Active ATB-System (Active Time Battle), ähneln OHRRPGCE-Spiele frühen Titeln der Final-Fantasy-Reihe (IV–VI) für das Super Nintendo. Findige Entwickler haben sich jedoch eigene Kampfsysteme oder eigene Spielmechaniken ausgedacht, um Side-Scroller, Pseudo-3D-Dungeon-Crawler oder Wirtschaftssimulationen mit der Engine zu erschaffen, die eigentlich nur auf RPGs ausgelegt war.

## Community
Die englischsprachige OHRRPGCE-Gemeinschaft besteht seit den späten neunziger Jahren. Manche der entwickelten Spiele werden im Indiebereich und zum Beispiel kommerziell auf Steam veröffentlicht, die meisten jedoch kostenlos in Internetforen oder auf privaten Homepages. Zu den bekannteren Spielen gehören:
- Wandering Hamster (das erste OHRRPGCE-Spiel)
- Arfenhouse (hat einen Platz in der Meme-Kultur)
- Vikings of Midgard (liegt der Engine als Beispiel bei)
- C. Kane (auf Steam veröffentlicht)
- Kaiju Big Battel: Fighto Fantasy (auf Steam veröffentlicht)
- Alien Squatter (auf Steam veröffentlicht)